# Frederiksværkbanen

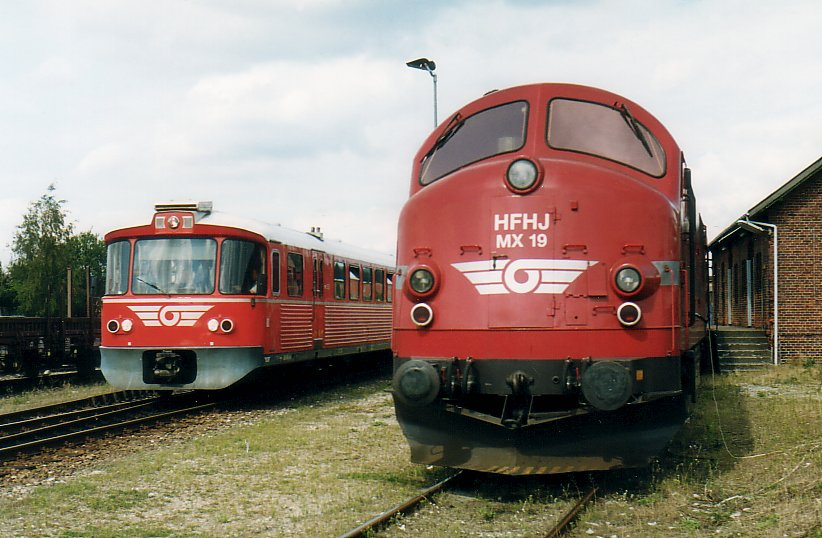
HFHJ Lynette-tåg och TMX-lokomotiv i Frederiksværk 1999. Lynette-tåget utväxlades från 1997 delvis med IC2-tåg. Dessa byttes i sin tur 2006–2007 till Lint 41-tåg.

Frederiksværkbanen, eller Hillerød-Frederiksværk-Hundested Jernbane, är en järnväg mellan Hillerød och Hundested via Frederiksværk på norra Själland i Danmark. Järnvägen drivs av Lokaltog.

## Bildgalleri

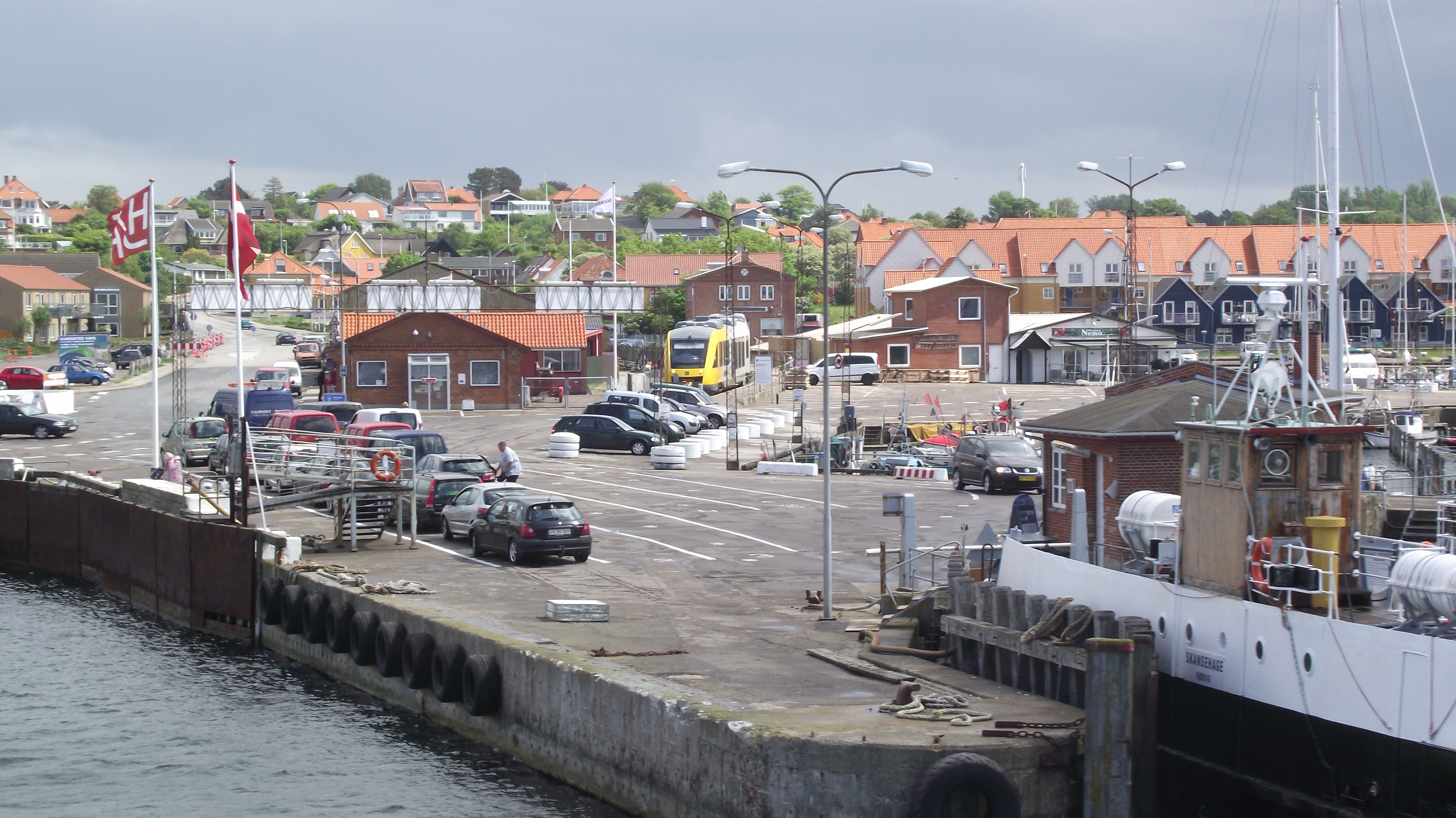
Hundesteds hamn, med bland annat hållplatsen Hundested Havn
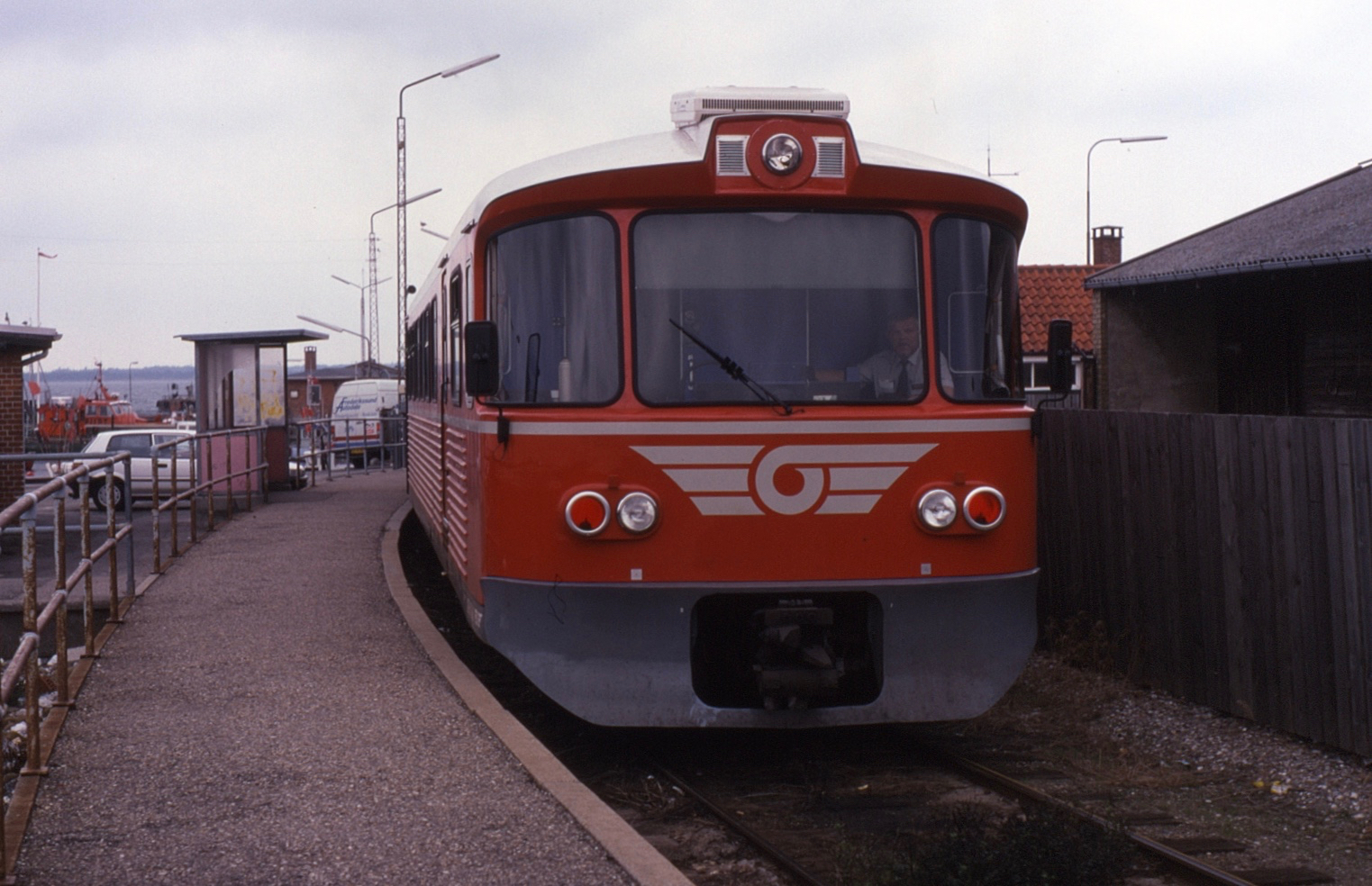
Y-tog vid hållplatsen Hundested Havn, 1997
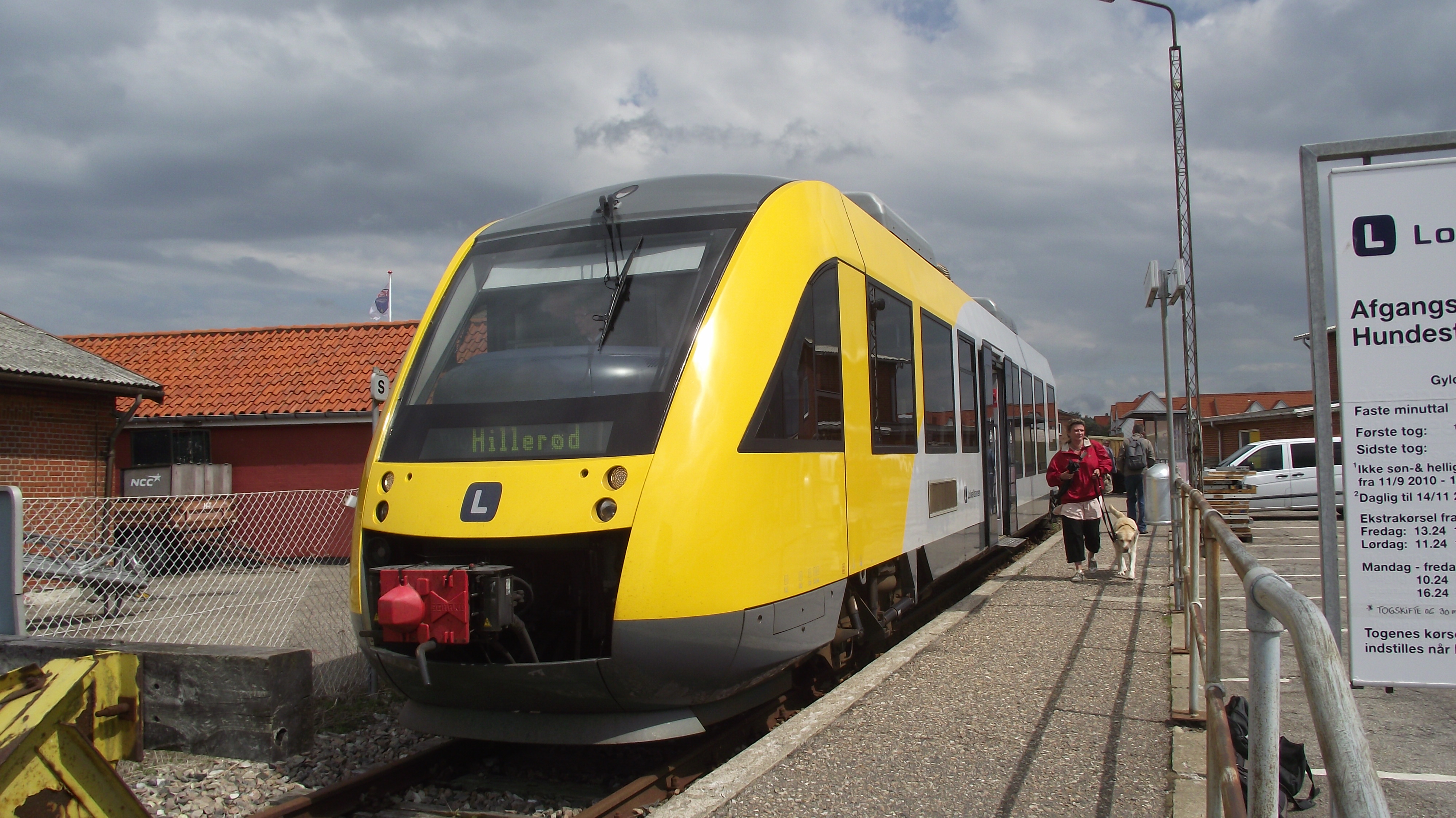
Lint 41-tåg vid hållplatsen Hundested Havn, 2011
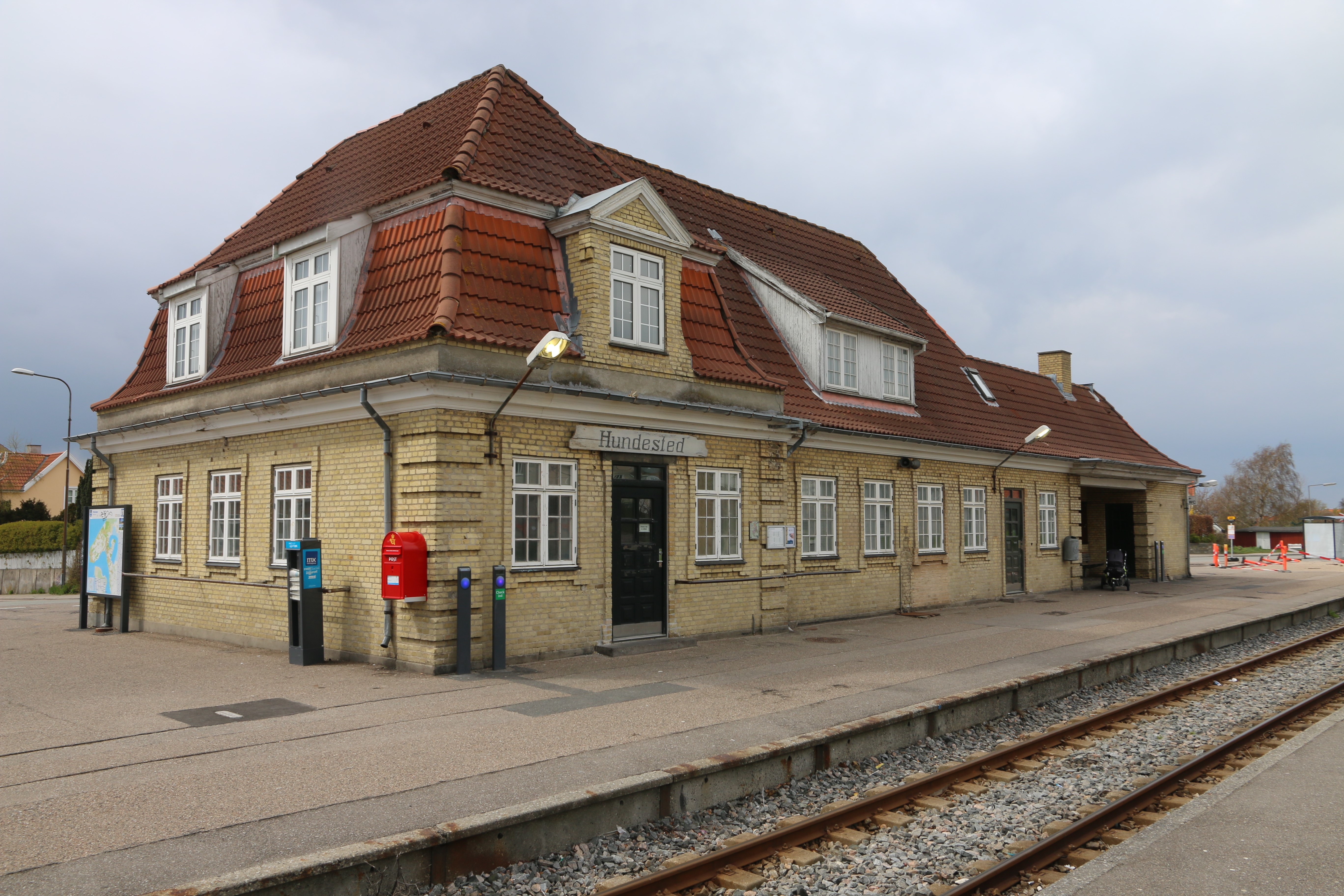
Hundesteds järnvägsstation